# كيث كروفورد
كيث كروفورد (بالإنجليزية: Keith Crawford)‏ هو لاعب كرة قدم أمريكية أمريكي، ولد في 21 نوفمبر 1970 في فلسطين في الولايات المتحدة.

## وصلات خارجية
- كيث كروفورد على موقع مرجع كرة القدم المحترفة.كوم (الإنجليزية)
- كيث كروفورد على موقع JustSportsStats.com (الإنجليزية)